# Tomocerus curtus
Tomocerus curtus är en urinsektsart som beskrevs av Christiansen 1965. Tomocerus curtus ingår i släktet Tomocerus och familjen långhornshoppstjärtar. Inga underarter finns listade i Catalogue of Life.